# Nokia 3230
A Nokia 3230 a Nokia Symbian operációs rendszerrel rendelkező telefonja, amit 2004. november 2-án jelentettek be. Kiadták, mint az első series 60 mobiltelefont, amellyel leginkább a tömegpiac lett célba véve.

## Funkciók
Symbian OS 7.0s-operációs rendszere van, amely már tudja a következő dolgokat:
- multiplayer Bluetooth játékok
- 1.23 megapixeles fényképező
- Nokia Lifeblog
- 32 MB RS-MMC memóriakártya
- Push Talk
- 176×208 pixeles képernyő
- 65 536-színű képernyő
- multimédiás üzenetközvetítés
- RealPlayer.